# Monasterio de Cañas
El Monasterio de Santa María de San Salvador de Cañas es una abadía de monjas de la congregación de monasterios de monjas cistercienses de San Bernardo situada en el municipio de Cañas, en La Rioja (España). Conocido también como el Monasterio de la Luz, la suya fue una de las primeras comunidades femeninas del Císter en la península. Se encuentra habitado por monjas pertenecientes a la Orden Cisterciense de San Bernardo o de Castilla. El conjunto fue declarado Monumento Nacional en 1943 (B.O.E. n.º 72 de 13-3-1943).

## Historia

Escudo de armas de la abadía

En el Monasterio de Hayuela, que se encontraba situado en una zona hoy absorbida por Santo Domingo de la Calzada, vivían unas monjas benedictinas disfrutando de fuero desde 1157. El 9 de abril de 1170 Lope Díaz de Haro y su esposa  Aldonza Rodríguez donaron a éstas unas tierras situadas en las villas de Cañas y Canillas, con el objetivo de que cambiasen de orden y construyesen allí una abadía cisterciense (la orden del Císter procede de una reforma producida en 1098, dentro de la orden benedictina, en un afán de volver a un cumplimiento más austero de la regla de Benito de Nursia) al amparo de su ciudad condal de Nájera. En 1170 las monjas se trasladan a Cañas y poco después, tras la muerte de Lope Díaz ese mismo año, su esposa Aldonza se mudó al mismo lugar.
La construcción del monasterio fue paulatina, con tres etapas claramente diferenciadas: románica, de la que quedan pocos vestigios, prácticamente la parte inferior de los ábsides, gótica, del siglo XIII, en que se termina los ábsides y se construye hasta el transepto, y la posterior al siglo XVI, en la que se continúa la construcción de la nave central. Hacia 1222, Urraca Díaz de Haro fue nombrada abadesa del Monasterio de Cañas, iniciándose entonces un período de apogeo del monasterio gracias a la alta posición social de esta hija de Diego López II de Haro, viuda del conde Álvaro Núñez de Lara. Además mandó construir un hospital en Cañas. El patronazgo de los ricoshombres Haro quedó vigente hasta la extinción del linaje en 1322.
Durante los siglos XVII y XVIII se completó el claustro en un estilo neoclásico bastante sencillo. La portada principal del monasterio data de mediados del siglo XVIII, y en los siglos XIX y XX se construyeron algunas dependencias del convento donde habitan las monjas.

## Arte y arquitectura

### Iglesia

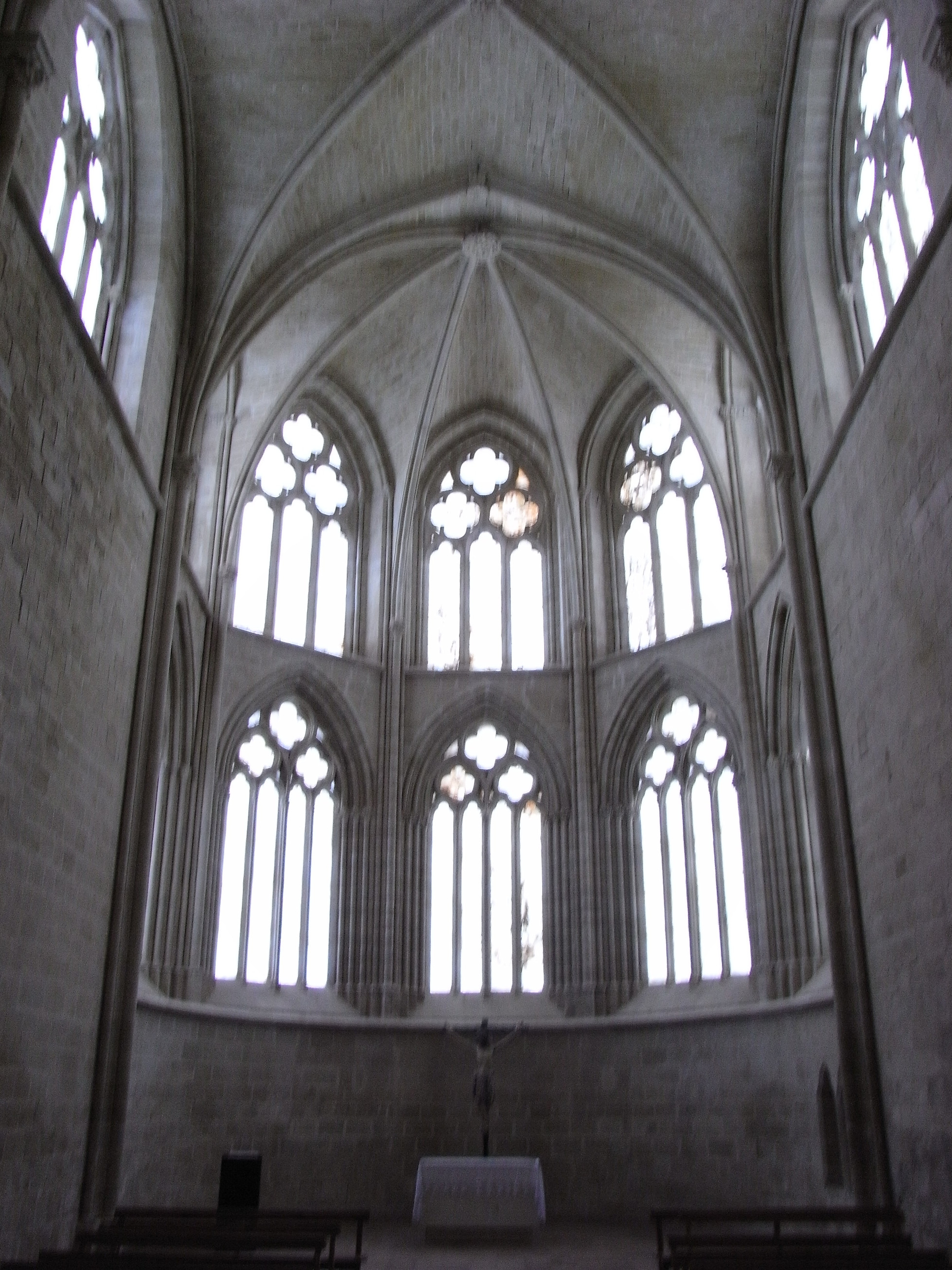
Ábside de la nave principal.

Fue comenzada en el siglo XIII con financiación de Urraca Díaz de Haro, pero tras su muerte quedó paralizada por motivos económicos, por lo que el transepto quedaba inconcluso. En el siglo XVI la abadesa Isabel Téllez ordenó la ampliación de la nave central, dejando a la iglesia con una planta bastante peculiar. En el mismo siglo, la abadesa Leonor de Osorio mandó construir el retablo mayor de estilo renacentista.
La iglesia cuenta con tres naves paralelas que se unen en el crucero, siendo la central más grande que las laterales. Tiene veinte grandes ventanales, con la peculiaridad de que en vez de estar cubiertas por cristaleras, lo están de láminas de alabastro blanco, permitiendo una iluminación poco habitual en las iglesias, especialmente en el ábside.

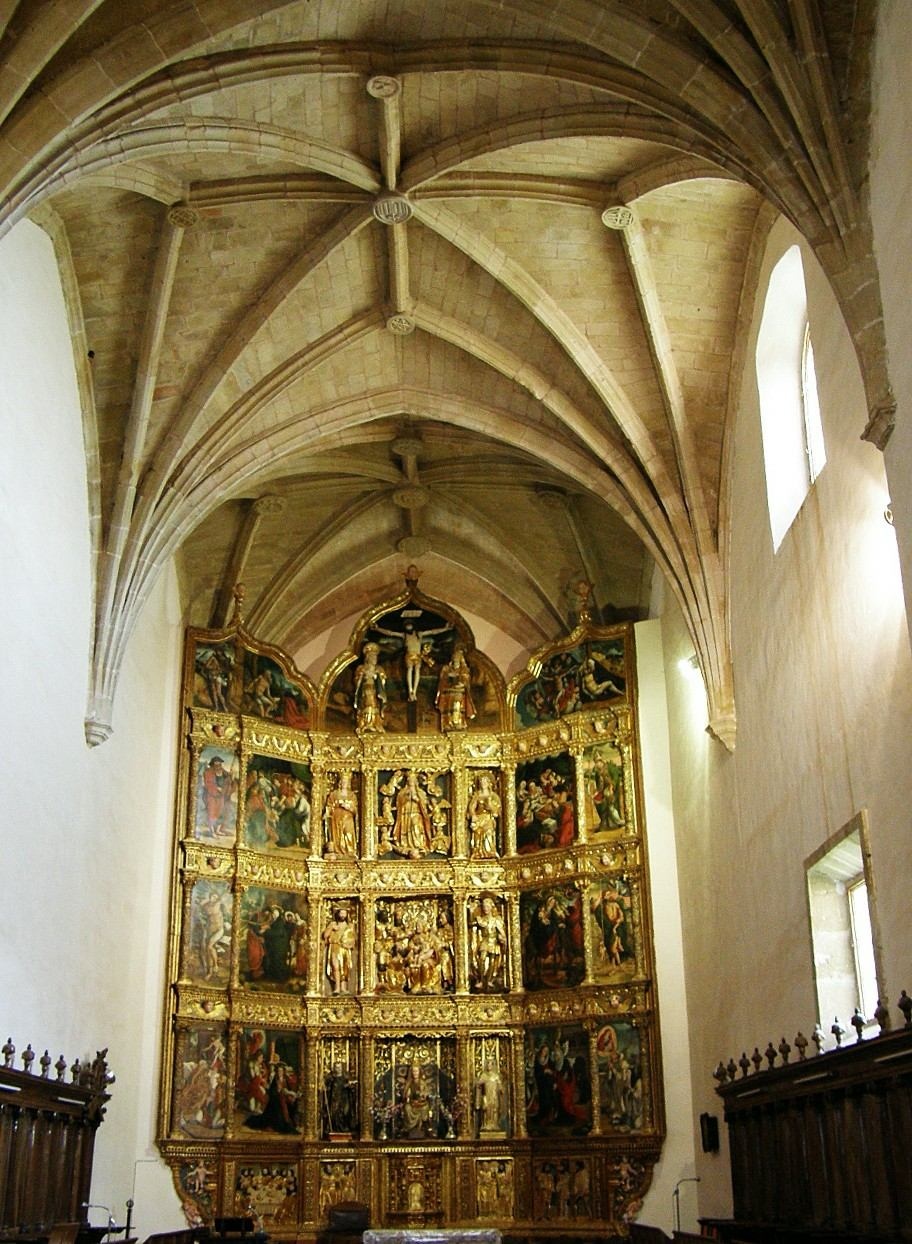
Retablo Mayor de la iglesia.

El retablo mayor es obra de Guillén de Holanda en sus trazas y labores arquitectónicas y escultóricas. Sus pinturas fueron atribuidas por Moya Valgañón, por comparación con las existentes en el coro de la catedral de Santo Domingo de la Calzada, a Andrés de Melgar, «el pintor más importante en La Rioja en la primera mitad del siglo XVI». Sin embargo, el propio Moya Valgañón rectificó más tarde, pasando a atribuírselas a Alonso Gallego, pintor procedente de Medina del Campo pero asentado en Nájera desde fines del siglo XV hasta su muerte en 1546, documentado junto con Melgar en Santo Domingo de la Calzada.
Originalmente el retablo estuvo situado en el ábside central, cubriendo los ventanales góticos. Su forma es la de un gran tríptico, mezclando escultura, en sus calles centrales, y pintura en las laterales. En 1975 fue desmontado y trasladado a los pies de la iglesia. Con ello la iglesia gana bastante, ya que aunque allí se encuentra ubicado en la zona de Clausura, el traslado permite observar los espectaculares ventanales que cubría en su emplazamiento original.
El retablo fue encargado por la abadesa Leonor de Osorio, quien incluso aparece retratada en uno de los cuadros, el dedicado a la lactancia de San Bernardo.
Los elementos que se conservan del retablo son oríginales, excepto por las tres tallas que ocupan la parte central del primer piso. En el centro se encuentra una talla gótica del siglo XIV, con las características habituales, rostro hierático, corona, niño sobre una rodilla, y mano en alto sujetando una flor. Le acompañan dos tallas del siglo XVII, un San Benito de Nursia y un San Bernardo de Claraval.

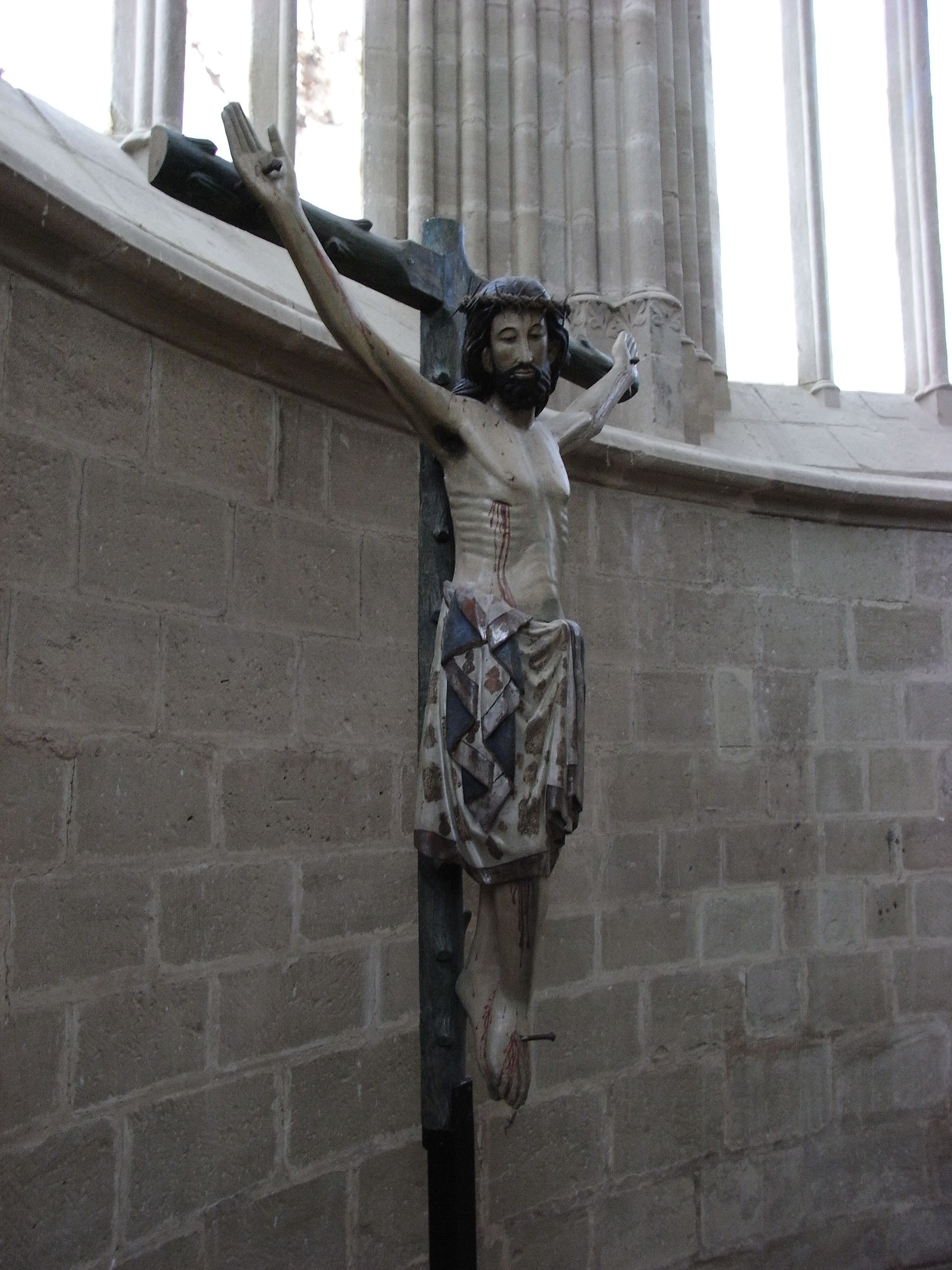
Cristo.

La sillería del coro, también en los pies de la iglesia, fue construida a finales del siglo XVIII con un total de 32 asientos, aunque tras la restauración de 1980 quedó reducida a 26.
El tramo de iglesia construido en el siglo XIII apenas cuenta con otra ornamentación que algunos motivos vegetales, siguiendo el ideal arquitectónico de San Bernardo. No obstante, entre sus capiteles existen ciertos detalles antropomorfos, astutamente escondidos. De entre ellos destaca un hermoso pantocrátor situado sobre la clave del ábside mayor.
El ábside mayor se encuentra hoy vacío, excepto por una imagen de Jesús crucificado del siglo XIV, hecha de madera policromada, de estilo de transición entre el románico y el gótico.
En el ábside lateral de la nave de la epístola se encuentra una Virgen gótica de madera policromada del siglo XIV sobre una peana con emblemas de los López de Haro como lobos y toros. A su lado una escultura de Santo Domingo de Silos, natural de Cañas.

### Sala capitular

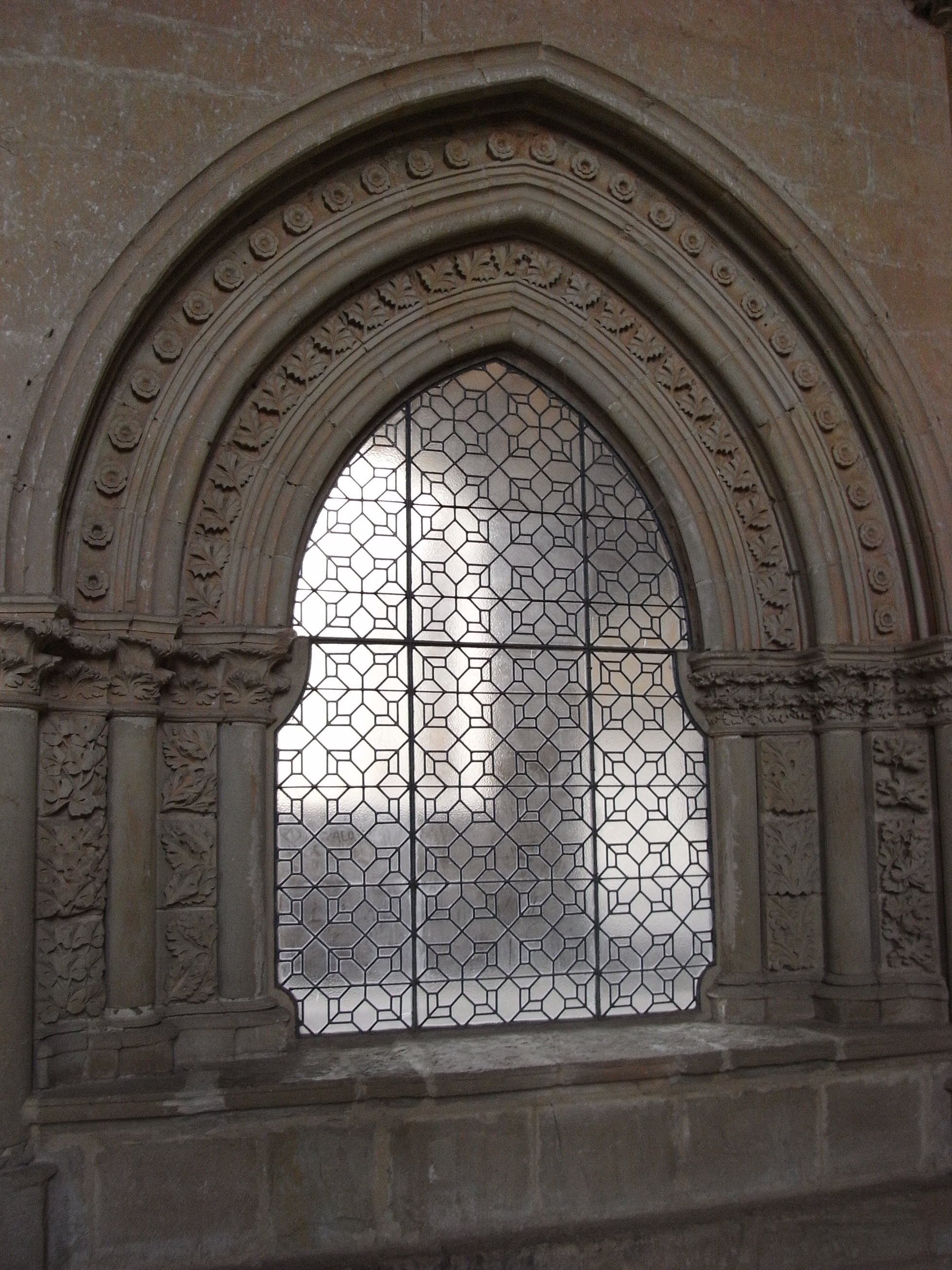
Ventana de la sala capitular.

La sala capitular se inició en el siglo XII y fue terminada a finales del XIII. A ella se accede por una portada de tres arcos apuntados, ornamentados en sus arquivoltas con motivos florales tallados en la piedra tanto en el interior como en el exterior. Quedan trazas de que en origen se encontraban pintados. Los motivos vegetales se corresponden con diversas plantas típicas en La Rioja, destacando varias vides y uvas. Al igual que en la iglesia, hay algunos elementos antropomorfos escondidos entre la hojarasca, destacando el eterno borracho que bebe con deleite de la parra.
La Sala Capitular es cuadrangular, formándose una bóveda cuatripartita que descansa en una gran columna monolítica, ubicada en el centro de la sala, destacando de ella su capitel con forma de palmera.

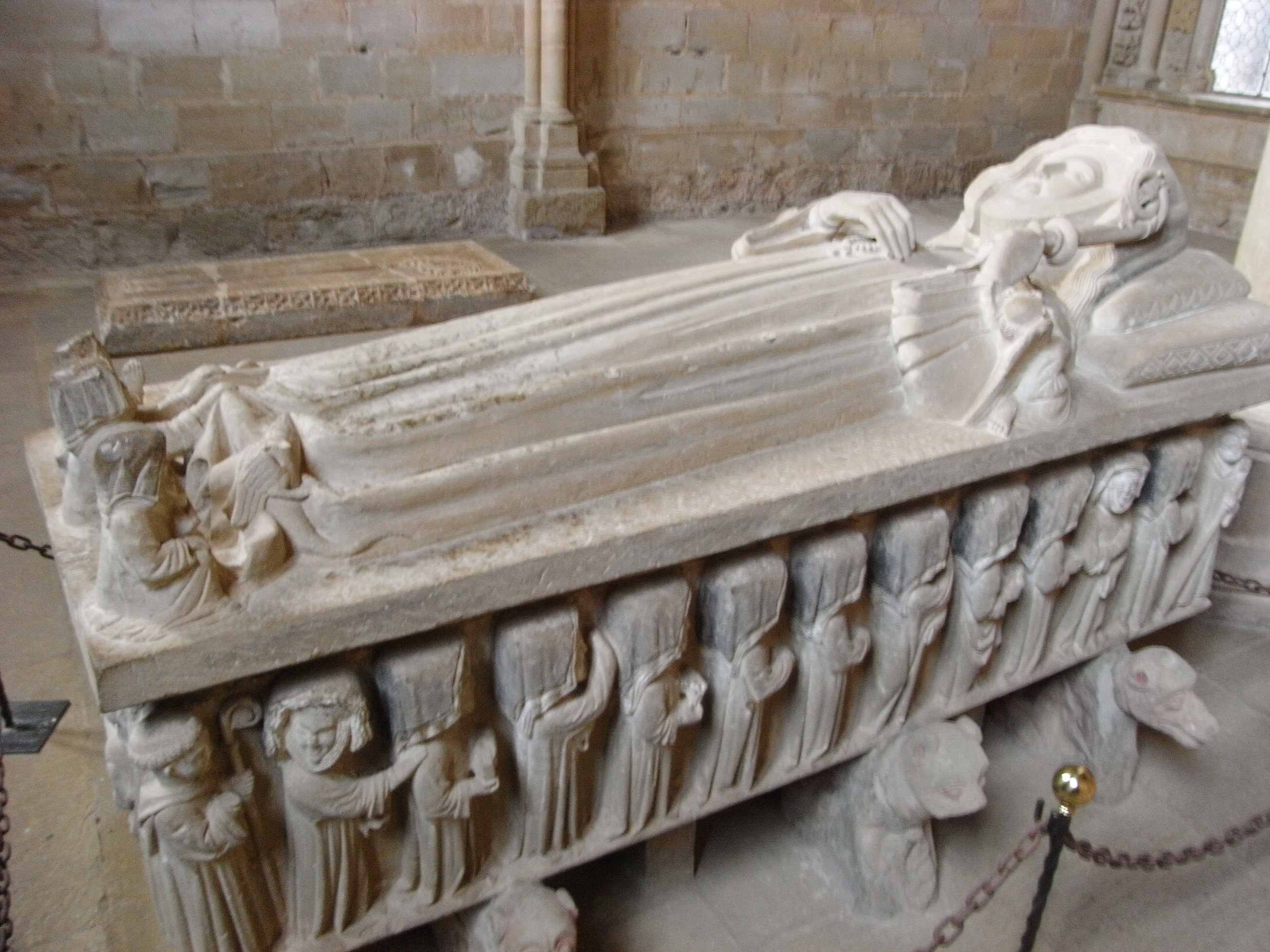
Sepulcro de Urraca Díaz de Haro.

Destaca el sepulcro gótico de Urraca Díaz de Haro de finales del siglo XIII o principios del siglo XIV. En él aparece Urraca yacente vestida de abadesa, con la cabeza sobre almohadones, un báculo con una serpiente enrollada en la parte superior y un dragón en la parte inferior. La urna se apoya sobre lobos (símbolo emblemático para los López de Haro), perros y cerdos. En sus cuatro costados se encuentran esculpidas secuencias de su subida al cielo y entierro. Este ha sido abierto cuatro veces a lo largo de la historia, comprobando que su cuerpo se conserva igual que el día en que murió.
Tanto la columna central como el sepulcro de la beata Urraca Díaz de Haro estaban policromados, conservando este último algo de policromía, sobre todo en la escena de la cabecera, en que una monja aparece arrodillada ante San Pedro.
Además se encuentran cuatro laudas sepulcrales, todas ellas con el báculo abacial, pertenecientes a abadesas de los siglos XIII a XIV, que pertenecen de izquierda a derecha según se entra en la sala a: Aldonza, Teresa (hija de Juan Martínez de Leyba y Juana de Velasco), Juana López (hija de Lope Pérez de Torquemada y Aldonza) y Urraca (hija de Lope López de Haro «el chico» y Mayor González).

### Claustro

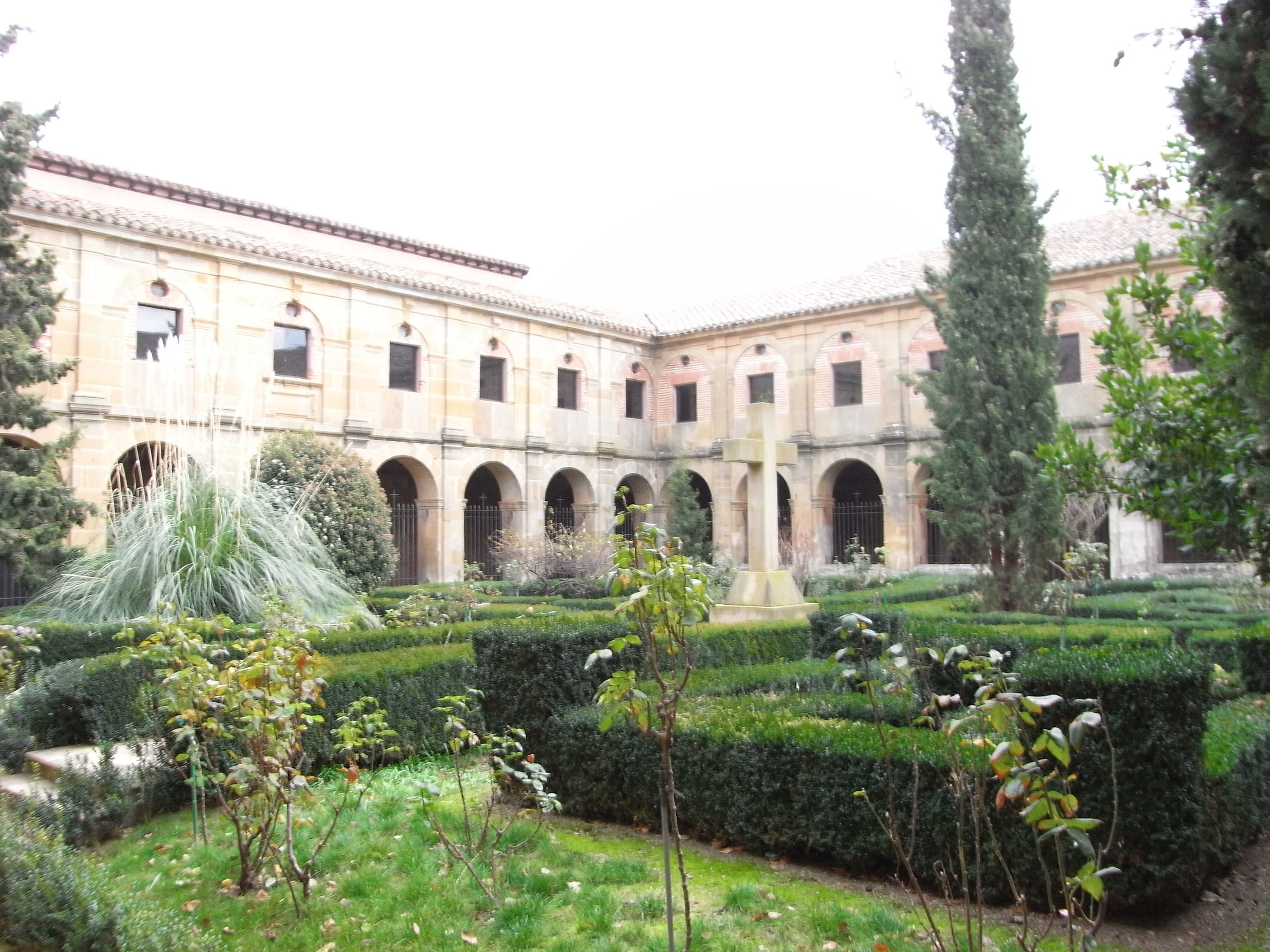
Claustro.

El claustro es de planta cuadrada con dos alturas. La baja cuenta con una galería cerrada por arcos de medio punto enrejados. La alta tiene sus arcos de medio punto cegados pero con un cristal en el centro de cada uno de ellos. En sus muros se encuentran varias puertas que comunicaban con las diferentes estancias conventuales, como dormitorios, calefactorio, refectorio o Cilla. La parte central del claustro es un jardín rebosante de plantas ornamentales. En el centro se ubica una cruz de cemento en el lugar que seguramente sería un pozo. 

### Otras dependencias
- Capilla conventual: en ella se reúne la comunidad conventual siete veces al día para la oración.
- Cilla: la zona del siglo XIII que servía de bodega y almacén, se utiliza actualmente como museo donde se exponen piezas propias de la abadía como relieves, tallas, cuadros y pequeños retablos.
- Sala de reliquias: en esta sala se encuentran las numerosas reliquias recogidas por el monasterio a lo largo de los siglos. Destaca el relicario del siglo XVI, mandado construir por Leonor de Osorio.

## Reliquias

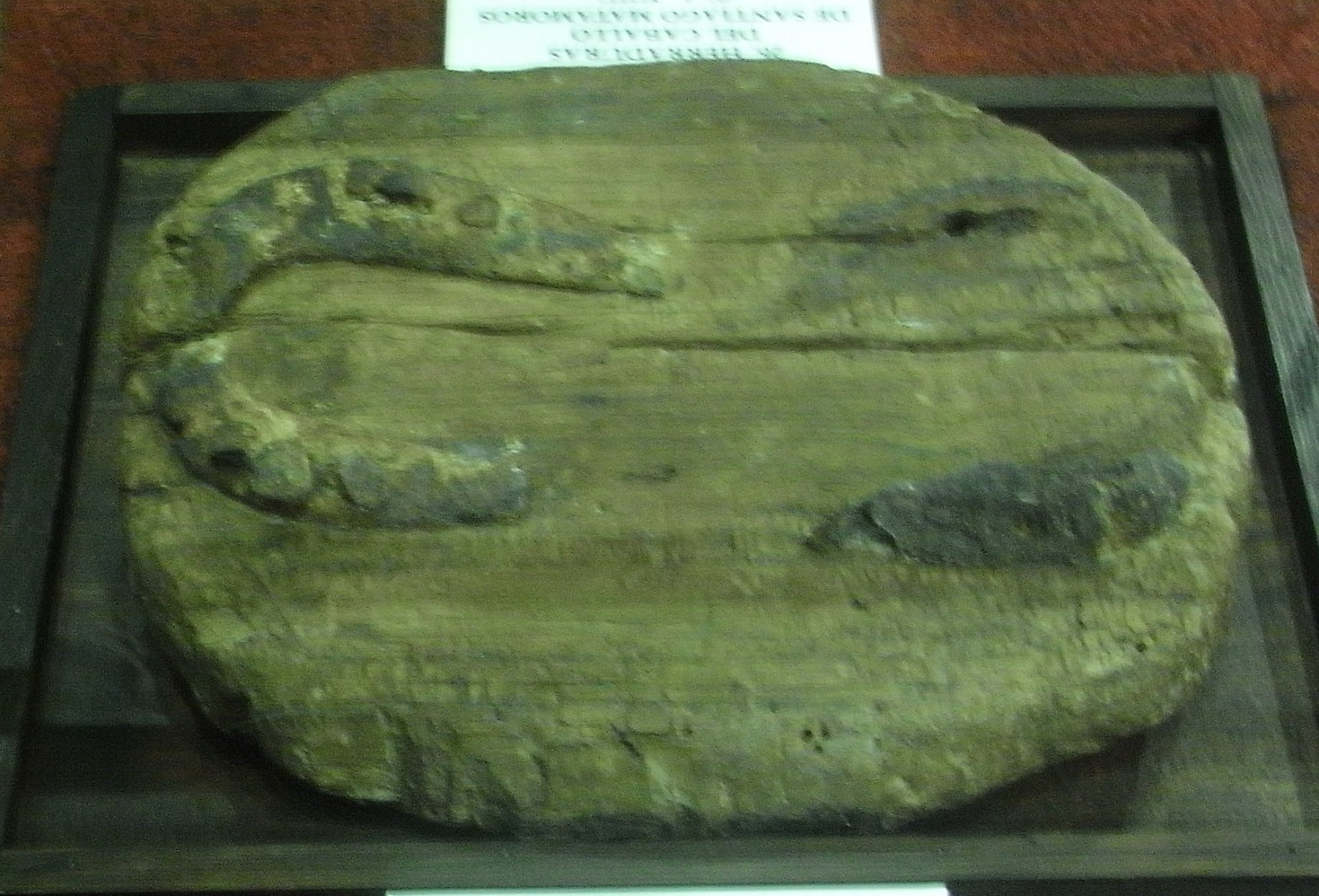
Reliquia de herraduras del caballo de Santiago de la batalla de las Navas de Tolosa.

El monasterio posee una valiosa colección de reliquias. Entre ellas las herraduras del caballo de Santiago, que recogiera Diego López II de Haro en la batalla de las Navas de Tolosa y entregaría a su hija la beata Doña Urraca, varias calaveras de algunas de las once mil vírgenes, un trozo de la cruz de Cristo o Lignum Crucis, las reliquias de los mártires de Cardeña de 1609 y las de Santa Engracia de Zaragoza de 1694.

## Biblioteca medieval
Siete manuscritos procedentes de Cañas han sido identificados, gracias a sus fragmentos o menciones, destacando un misal cisterciense castellano de los años 1267-1279. Uno ha quedado intacto en la biblioteca del monasterio, un antifonario borgoñés realizado hacia 1200.

## Abadesas
Desde su traslado desde el monasterio de la Hayuela en 1170, siendo su entonces abadesa Dña. Aderquina, hasta el día de hoy, ha habido en el Monasterio de Cañas 142 madres abadesas.